# Lisnageeragh Bog and Ballinastack Turlough SAC
Lisnageeragh Bog and Ballinastack Turlough SAC este o arie protejată (arie specială de conservare — SAC, sit de importanță comunitară — SCI) din Irlanda întinsă pe o suprafață de 440 ha, integral pe uscat.

## Localizare
Centrul sitului Lisnageeragh Bog and Ballinastack Turlough SAC este situat la coordonatele 53°37′09″N 8°30′50″W / 53.619153°N 8.513995°V.

## Înființare
Situl Lisnageeragh Bog and Ballinastack Turlough SAC a fost declarat sit de importanță comunitară în mai 1998 pentru a proteja 4 specii de animale. Situl a fost protejat și ca arie specială de conservare în februarie 2022.

## Biodiversitate
Situată în ecoregiunea atlantică, aria protejată conține 4 habitate naturale: Turlough, Turbării active, Mlaștini oligotrofe degradate, capabile încă de regenerare naturală, Depresiuni pe substraturi de turbă de Rhynchosporion.
La baza desemnării sitului se află mai multe specii protejate de  păsări (4): rață fluierătoare (Anas penelope), Anser albifrons flavirostris, lebădă de iarnă (Cygnus cygnus), ploier auriu (Pluvialis apricaria).
Pe lângă speciile protejate, pe teritoriul sitului au mai fost identificate 2 specii de plante, 1 specie de păsări, 1 specie de mamifere.